# Dacine, Pavlohrad
Dacine (în ucraineană Дачне) este un sat în comuna Mejîrici din raionul Pavlohrad, regiunea Dnipropetrovsk, Ucraina.

## Demografie
Componența lingvistică a localității Dacine
     Ucraineană (84,62%)
     Rusă (15,38%)
Conform recensământului din 2001, majoritatea populației localității Dacine era vorbitoare de ucraineană (84,62%), existând în minoritate și vorbitori de rusă (15,38%).